# 33a edició dels Premis Sant Jordi de Cinematografia
La 33a edició dels Premis Sant Jordi de Cinematografia va tenir lloc el 30 de maig de 1989, patrocinada per Ràdio Nacional d'Espanya.
La cerimònia d'entrega es va dur a terme al Palau de Pedralbes i fou presentada per La Cubana. La cerimònia va destacar per l'absència d'autoritats, puix que els cantants catalans s'havien tancat a la seu de la Conselleria de Cultura de la Generalitat de Catalunya com a protesta, i el director general de TVE Luis Solana tampoc hi va anar degut a una vaga fraccionada dels treballadors de l'ens. Hi van assistir Antoni de Senillosa, Néstor Almendros i Javier Tomeo Estallo, els premiats Maria Barranco, Gonzalo Suárez i Josep Maria Pou, i Loles León, Àlex Gorina i Jaume Figueras, que recolliren el guardó pòstum al crític cinematogràfic Pablo López.

## Premis Sant Jordi
| Categoria                        | Premiat           | Labor premiada                                              |
| -------------------------------- | ----------------- | ----------------------------------------------------------- |
| Millor pel·lícula espanyola      | Remando al viento | Pel·lícula                                                  |
| Millor pel·lícula estrangera     | Bird              | Clint Eastwood                                              |
| Millor opera prima               | El vent de l'illa | Gerard Gormezano i Monllor                                  |
| Millor actor espanyol            | Josep Maria Pou   | El complot dels anells                                      |
| Millor actriu espanyola          | María Barranco    | Mujeres al borde de un ataque de nervios Tu novia está loca |
| Millor actor estranger           | Forest Whitaker   | Bird Good morning, Vietnam                                  |
| Millor actriu estrangera         | Diane Venora      | Bird                                                        |
| Premi Especial del Jurat         | Pablo López       | Premi pòstum                                                |
| Premi a la labor cinematogràfica | Cinemes Verdi     | Per la seva dedicada programació                            |

## Roses de Sant Jordi
| Categoria                    | Premiat                                  |
| ---------------------------- | ---------------------------------------- |
| Millor pel·lícula estrangera | Qui ha enredat en Roger Rabbit?          |
| Millor pel·lícula espanyola  | Mujeres al borde de un ataque de nervios |